# Nikolaus von Heer
Nikolaus von Heer (* 1730 in der Schweiz; † nach 1763) war ein preußischer Major.

## Leben
Nikolaus war Angehöriger einer weit verzweigten reformierten Familie der Glarner Oberschicht.
Heer stand zunächst unter dem Befehl von Henri Bouquet in holländischen Diensten. Er trat dann in preußische Dienste und war am 3. Juni 1757 Leutnant im Freibataillon „Chossignon“ (F 5). Am 6. Januar 1759 avancierte er zum Kapitän, wechselte aber im Juni 1760 zum Freibataillon „Wunsch“ (F 7).
Bereits als Major bildete er in Halle mit Patent vom 6. Januar 1761 das Freibataillon „Schweizer Volontaires“ (F 12) auch „Schweizer Bataillon“ oder nach ihm Freibataillon „Heer“ genannt. Die Mannschaften des Verbandes bestanden ausschließlich, der Offiziersstab ganz überwiegend aus Schweizern. Es setzte sich aus einer Grenadier- und zwei Musketierkompanien zusammen, hatte 12 Offiziere, 21 Unteroffiziere, 6 Spielleute und 450 Gemeine. Ein Teil des Bataillons ist am 10. Oktober 1761 bei Osterwieck in französische Gefangenschaft geraten. Der Verlust wurde jedoch durch Nachwerbungen ersetzt. Am 1. Juni 1762 ist dann aber Heer mit dem größten Teil seines Freibataillons bei Grumbach in Sachsen in österreichische Gefangenschaft geraten. Der Rest der Truppe, die mit dem Frieden von Hubertusburg aufgelöst wurde, schloss sich dem Füsilierregiment „Bülow“ (Nr. 49) an. Heer selbst hatte gleichzeitig mit der Reduzierung den Abschied erhalten.